# Luca Carboni
Luca Carboni (Bologna, 1962. október 12. –) olasz énekes.

## Életrajza
Luca Carboni 1962. október 12-én született Bolognában. Már kisgyerek korában érdekelte a zene. 6 éves korában zongorázni tanult.

## Lemezek
- 1984 – Intanto Dustin Hoffman non sbaglia un film
- 1985 – Forever
- 1987 – Luca Carboni (album)
- 1989 – Persone silenziose
- 1992 – Carboni
- 1993 – Diario Carboni
- 1995 – MONDO world welt monde
- 1998 – Carovana
- 1999 – Il tempo dell'amore
- 2001 – LU*CA
- 2003 – Live (Luca Carboni)
- 2006 – Le band si sciolgono

## Külső hivatkozások
- Luca Carboni – hivatalos oldal